# Erinnerungsmedaille 20. Jahrestag Demokratische Bodenreform

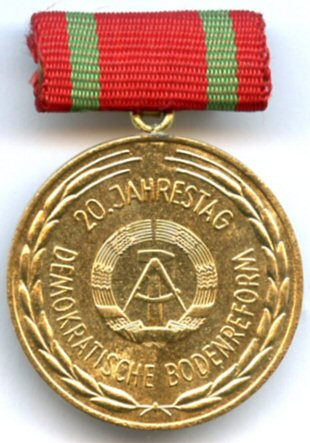

Die Erinnerungsmedaille „20. Jahrestag Demokratische Bodenreform“ war eine staatliche Auszeichnung  der Deutschen Demokratischen Republik (DDR), welche in Form einer tragbaren Medaille verliehen wurde.

## Geschichte
Gestiftet wurde die Medaille am 27. Juli 1965 in einer Stufe. Ihre Verleihung erfolgte zum 20. Jahrestag der Bodenreform in der Sowjetischen Besatzungszone ab 1945 und konnte an Personen verliehen werden, die sich bei der Durchführung der Bodenreform, der Gründung der Landwirtschaftlichen Produktionsgenossenschaften (LPG) oder auch bei der vollständigen sozialistischen Umgestaltung der Landwirtschaft besondere Verdienste erworben hatten. Zu den ersten Trägern der Medaille gehörte der Maler und Grafiker Erich Enge.

## Aussehen und Tragweise
Die vergoldete Medaille mit einem Durchmesser von 31,5 mm zeigte auf ihrem Avers mittig das kleine Staatswappen der DDR innerhalb der Umschrift: 20. JAHRESTAG (oben) DEMOKRATISCHE BODENREFORM (unten). Beide sind von zwei unten gekreuzten nach oben hin offenen gebogenen Lorbeerzweigen eingefasst. Das Revers der Medaille zeigt dagegen die obere halbkreisförmige Umschrift: JUNKERLAND IN BAUERNHAND und darunter wie auf der vorderseite zwei unten gekreuzte nach oben hin gebogene Lorbeerzweige, die zusammen mit der Umschrift einen ganzen Kreis bilden. Getragen wurde die Medaille an der linken oberen Brustseite an einer 24 × 12 mm breiten roten Spange, in der zwei 3,5 mm breite grüne senkrechte Streifen in 3,5 mm Abstand vom Saum eingewebt sind.